# 18907 Кевінклейтор
18907 Кевінклейтор (18907 Kevinclaytor) — астероїд головного поясу, відкритий 31 липня 2000 року.
Тіссеранів параметр щодо Юпітера — 3,504.